# Trochus erithreus
Trochus erithreus, common name: the Red Sea top shell, là một loài ốc biển, là động vật thân mềm chân bụng sống ở biển thuộc họ Trochidae, họ ốc đụn.

## Miêu tả
The shell size varie sbetween 20 mm and 50 mm

## Phân bố
Chúng phân bố ở Red Sea, in the Indian Ocean (along the Aldabra atoll) and in Địa Trung Hải (along Hy Lạp)

## Hình ảnh

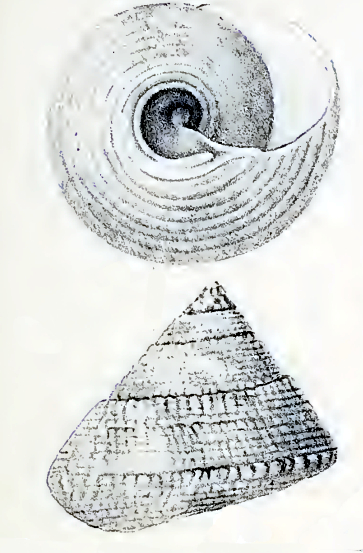
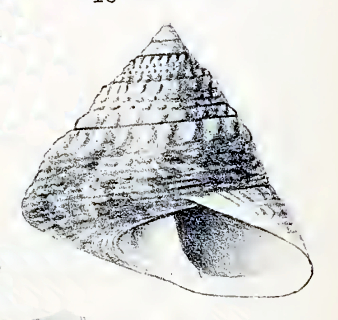
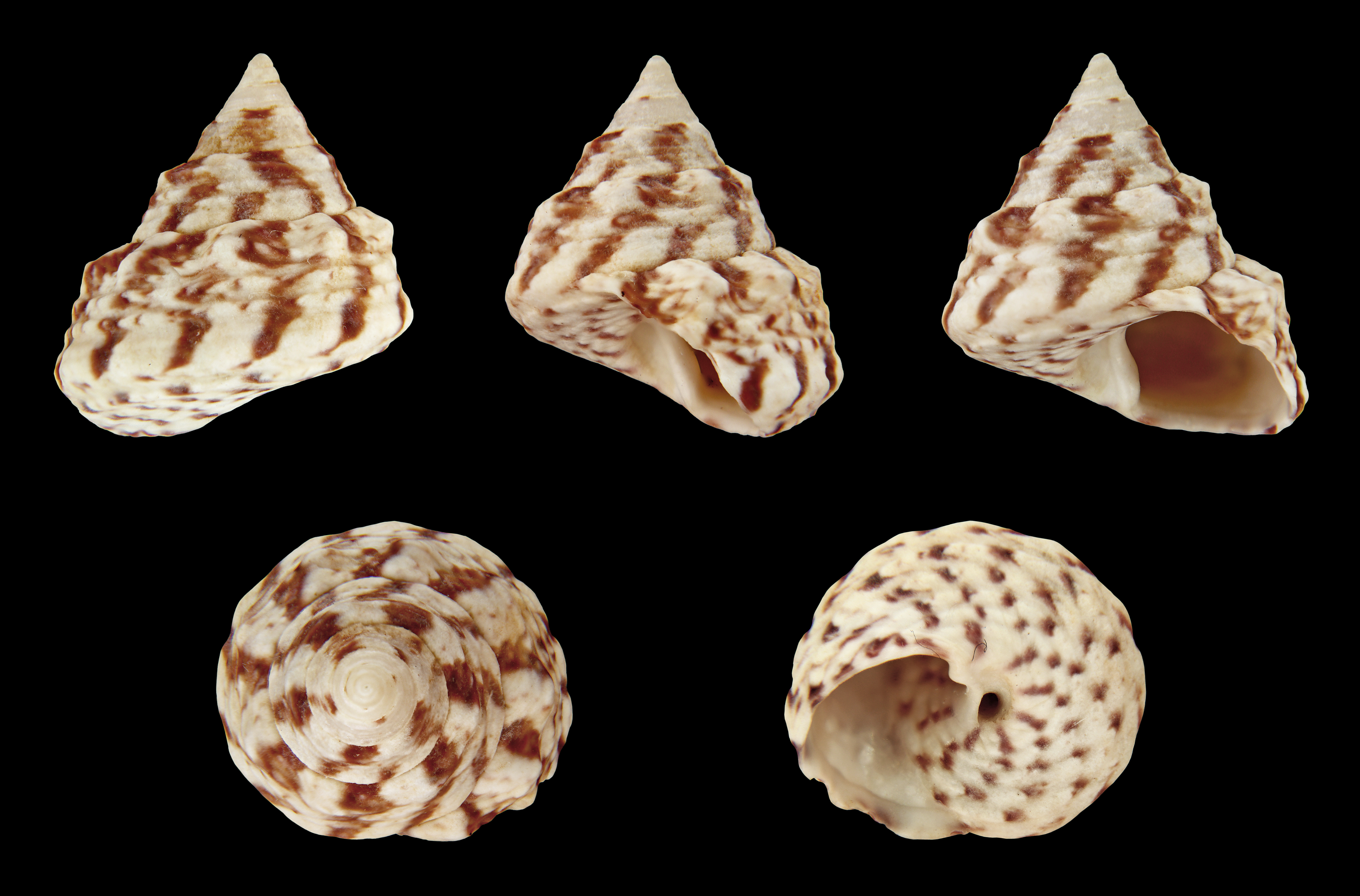
juvenile